# Vaca pallaresa
La vaca pallaresa és una raça de vaca pròpia del Pallars Jussà, el Pallars Sobirà i la Vall d'Aran.

## Història
El seu origen es perd en la tradició oral. Es creu que podria provenir del nord d'Europa establint-se els primers exemplars cap al 1750 a la Casa Tort d'Alós d'Isil al Pallars Sobirà disseminant-se després pel Pirineu.
Durant uns anys, va ser considerada una de les races en «estat relíquia», atès que no n'hi havia més de vuit individus. Els darrers ramaders que la mantenien varen crear l'associació de criadors d'aquesta raça. El 2021 ja comptava amb una vuitantena d'exemplars, i vuit criadors principalment del Pallars però també de la Vall d'Aran i el Berguedà. S'espera que aviat la seva carn sigui comercialitzada.
La vaca pallaresa va rebre el reconeixement del Parlament de Catalunya el 2008.

## Característiques
- Coloració uniformement blanca de la capa[1]
- El pes oscil·la entre 575 i 625 kg de pes viu les femelles i de 625 a 650 kg els mascles.
- Fa una mitjana de 136 centímetres fins a la creu.
- Protuberància occipital poc sobresortida
- Cap ample en la base de les banyes
- Front ample i pla.
- Òrbites oculars una mica prominents.
- Musell entre gris i negre.
- Narius amples.
- Cuixes musculades.
- Testicles grossos.
- Pèl espès fi i llis.
- Unglots grisos foscos.
- Peülles dures i poc obertes.